# Ligne de La Baule-Escoublac à Guérande
La ligne de La Baule-Escoublac à Guérande est une ligne de chemin de fer reliant La Baule-Escoublac à Guérande, en Loire-Atlantique, dans les Pays de la Loire. Elle fut mise en service en 1879 et fut fermée au trafic voyageurs en 1990.

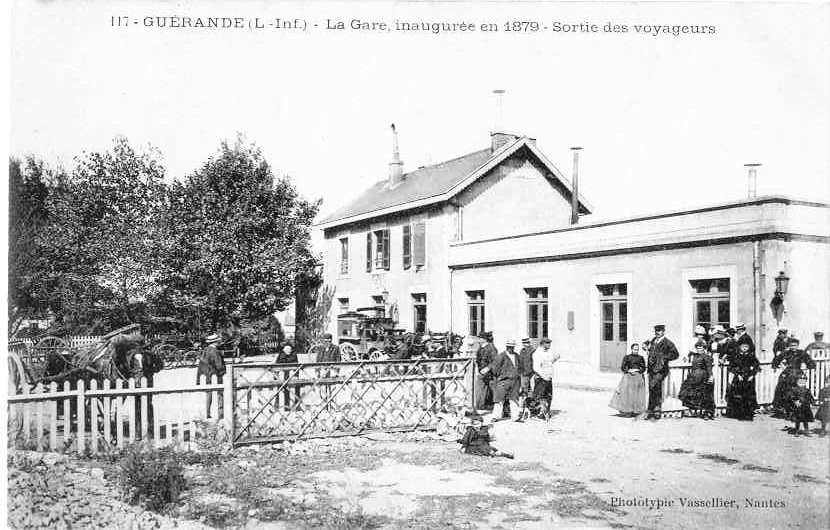
La gare de Guérande au début des années 1900.

## Histoire
La ligne est ouverte le 11 mai 1879, par l'administration des chemins de fer de l'État, en même temps que la ligne de Saint-Nazaire au Croisic. En 1884, elle est reprise par la Compagnie du chemin de fer de Paris à Orléans (PO). 
En 1907, une gare voisine est créée pour la ligne à voie métrique vers Herbignac par les Chemins de Fer du Morbihan. Cette dernière ligne ferme néanmoins en 1938.
Le 30 septembre 1990, la ligne vers La Baule-Escoublac ferme. Elle est ensuite déclassée le 22 février 1992 puis déposée. La gare de Guérande est par la suite détruite,.